# Nimmersatte

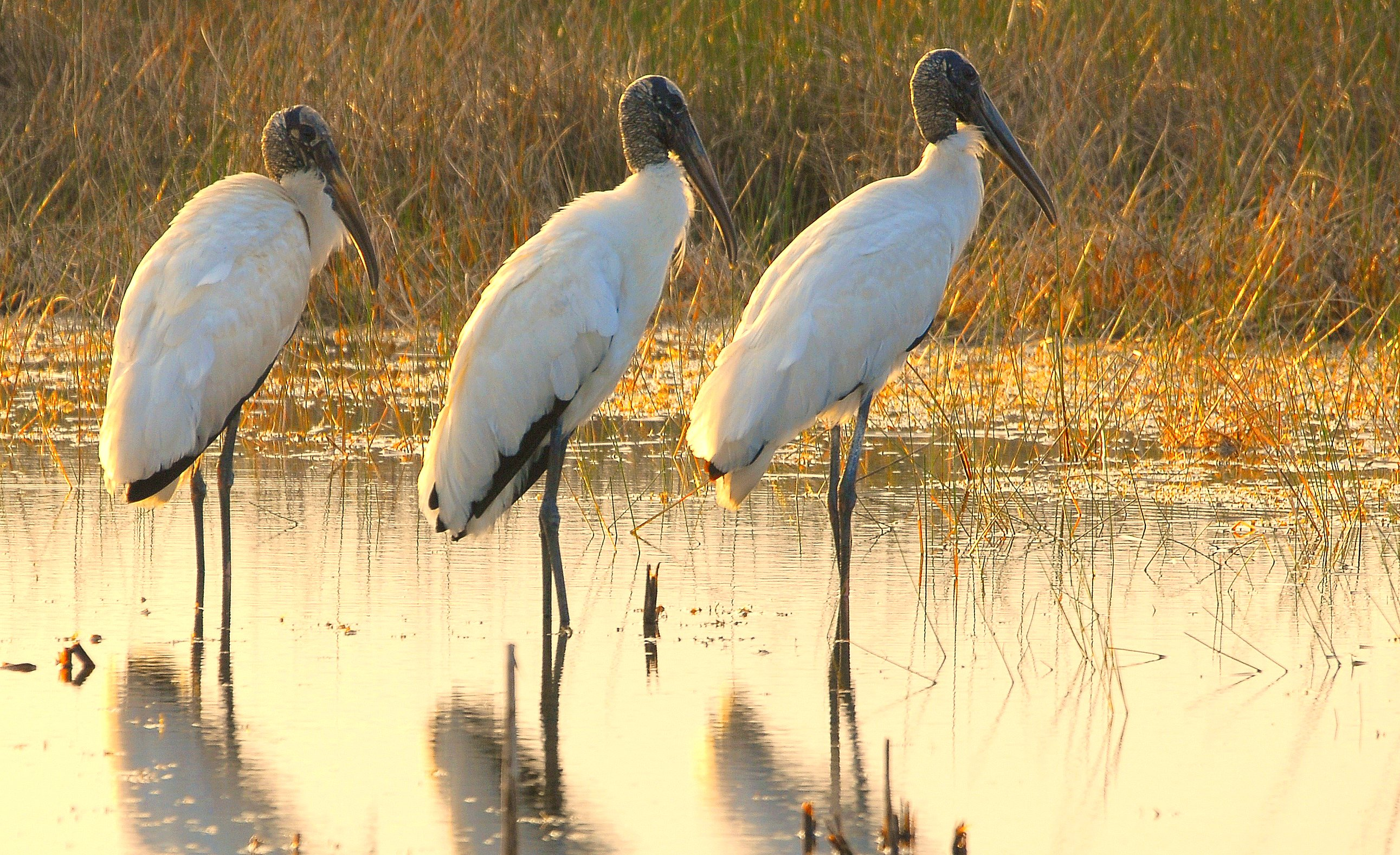
Waldstörche in den Everglades

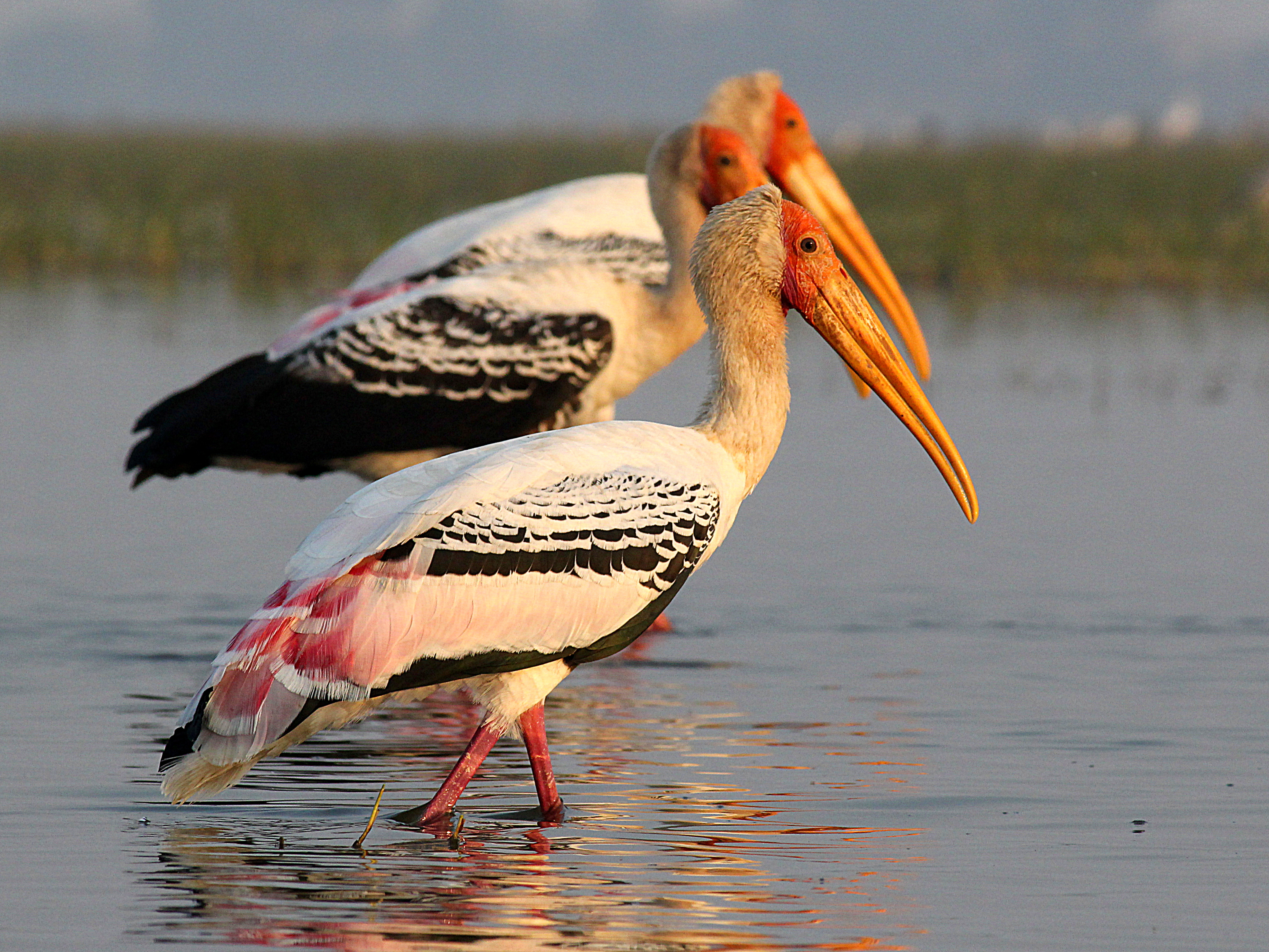
Buntstörche

Nimmersatte (Mycteria) bilden eine Gattung innerhalb der Familie der Störche (Ciconiidae), zu der vier Arten zählen, die in Amerika, Afrika und Asien vorkommen. Mit dem Waldstorch ist diese Gattung auch in Nordamerika vertreten. Er ist die einzige Art aus der Familie der Störche, die auch in Nordamerika brütet.
Während die Bestandssituation von zwei der vier Arten dieser Gattung als ungefährdet eingestuft wird, gelten der in Malaysia, Indonesien und Vietnam vorkommende Milchstorch als stark gefährdet und der in den Tropen Nord-, Mittel- und Südamerikas brütende Waldstorch als gefährdet.

## Merkmale
Nimmersatte erreichen eine Körperlänge zwischen 83 und 105 Zentimeter und haben eine Flügelspannweite bis zu 150 Zentimeter. 
Das hauptsächlich weiße Gefieder weist schwarze Schwungfedern auf. Alle Arten haben außerdem einen schwarzen Schwanz. Während die drei Arten der alten Welt einen gelben Schnabel, der leicht abwärts gebogen ist und ein gelbes oder rotes federnloses Gesicht haben, hat der Waldstorch einen nackten Kopf und Hals mit schwarzer schuppiger Haut und einen dunkelgrauen Schnabel, der ebenfalls leicht abwärts gebogen ist. Nimmersatte fliegen mit ausgestrecktem Hals und gestreckten Beinen.

## Lebensweise
Die vier Arten leben in den Tropen Amerikas, Afrikas und Asiens. Es sind Standvögel, die in tief gelegenen Feuchtgebieten auf Bäumen oder Felsen brüten. Der Waldstorch brütet gelegentlich in sehr großen Kolonien, die Brutkolonien des Buntstorches dagegen in kleinen Kolonien und der Milchstorch in gemischten Brutkolonien in der Nähe anderer Vogelarten. Bei der Suche nach Insekten, Fischen und Fröschen schreiten sie langsam und stetig durch seichtes Wasser.

## Arten
Es werden vier rezente Arten zu dieser Gattung gezählt:
- Waldstorch (M. americana). Körperlänge zwischen 82 und 102 Zentimeter. Verbreitungsgebiet Südliches Nordamerika, Zentral- und Südamerika bis in den Norden Argentiniens.
- Milchstorch (M. cinerea). Körperlänge zwischen 95 und 100 Zentimeter. Verbreitungsgebiet Indonesien, Malaysia und Vietnam.
- Nimmersatt (M. ibis). Körperlänge zwischen 95 und 105 Zentimeter. Verbreitungsgebiet sind weite Teile Afrikas und Madagaskars.
- Buntstorch (M. leucocephala). Körperlänge zwischen 93 und 102 Zentimeter. Verbreitungsgebiet ist Indien und Sri Lanka bis Vietnam und Südchina.

## Einzelbelege
1. ↑  The Birds of North America, Wood Stork, aufgerufen am 17. September 2016
2. ↑   Mycteria cinerea in der Roten Liste gefährdeter Arten der IUCN 2015. Eingestellt von: BirdLife International, 2013. Abgerufen am 17. September 2016.
3. ↑   W. Grummt, H. Strehlow (Hrsg.): Zootierhaltung Vögel. S. 97
4. ↑   W. Grummt, H. Strehlow (Hrsg.): Zootierhaltung Vögel. S. 98.